# Ituango
Ituango est une municipalité de Colombie du département d'Antioquia.

## Personnalités
- Isabel Zuleta (1942-) : femme politique colombienne, née à Ituango.